# Liptovský Ján
Liptovský Ján (Hongaars: Szentiván) is een Slowaakse gemeente in de regio Žilina, en maakt deel uit van het district Liptovský Mikuláš.
Liptovský Ján telt 1070 inwoners sinds 2018. 

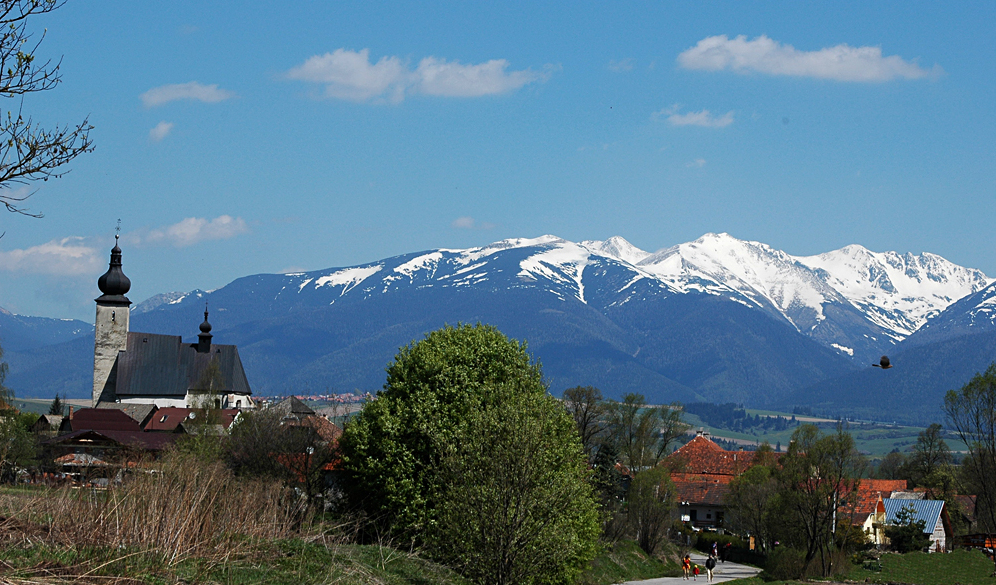
Liptovský Ján